# 阿根廷鹫
阿根廷鹫，又称阿根廷巨鹰、阿根廷巨鸟，是人類已知最大的飛禽之一，屬名意指「來自阿根廷的巨鳥」，生存在6百萬年前的中新世晚期，化石發現於阿根廷的中部及西北部。
阿根廷鹫被認為是最重的具飛行能力鳥類，且曾認為具有鳥類中最長的翼展，但是於2014年發表的桑氏遠洋鳥其翼展又比阿根廷鷲要長20%，取代阿根廷鷲成為目前已知翼展最長的鳥類。

## 描述
目前唯一已知的阿根廷鷲肱骨化石並不完整，但已足夠用於推估該個體生前的肱骨甚至是翼展長度，完整的肱骨長度僅略短於人類的手臂。阿根廷鷲具有粗壯的腿及腳掌，讓牠們得以於地面行走、具有長而尖的嘴喙，前端帶鉤。

### 體型

阿根廷鷲與其他生物體型的比較，由左至右依序為人類、古冠企鵝亞科物種、皇帝企鵝、象鳥、鴕鳥及康多兀鷲。不過圖中對於阿根廷鷲的體重及翼展有些許高估。

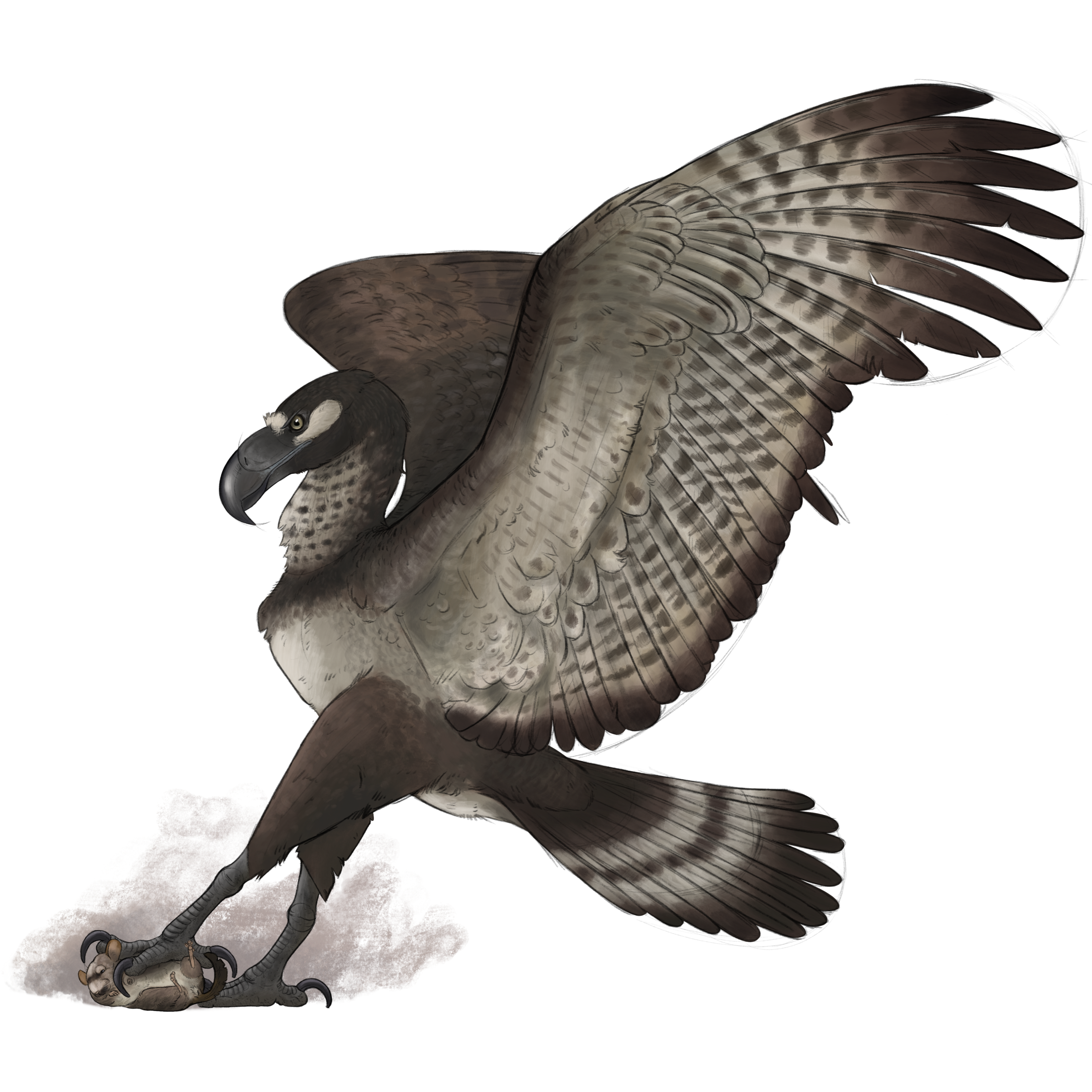
阿根廷鷲復原圖

依照不同的研究方法，科學家對於阿根廷鷲的翼展部分仍未有定論。其中一個方法是透過與康多兀鷲比較與回歸分析，得到阿根廷鷲的翼展約為7.5至8米（24英尺7英寸至26英尺3英寸），但更近期的研究則認為牠們的翼展約為5.09至6.5米（16英尺8英寸至21英尺4英寸）。目前科學家認為阿根廷鷲的翼展能否達到7米（23英尺0英寸）是帶有存疑的。在當時發表命名時，阿根廷鷲被認為是體型最大的具飛行能力鳥類；但是於2014年發表的桑氏遠洋鳥具有比阿根廷鷲更長的翼展，可達7至7.4米（23英尺0英寸至24英尺3英寸）。阿根廷鷲站立於地面時被認為與人類身高相當，約為1.5至1.8米（4英尺11英寸至5英尺11英寸），全長（從喙尖至尾部）則可達 3.5米（11英尺6英寸）。
早期的研究認為阿根廷鷲體重可達80（180磅），但之後的研究認為牠們的體重可能僅有70至72（154至159磅），不過即使是這樣阿根廷鷲依然是目前已知體重最重的具飛行能力鳥類。相較之下，翼展更長的遠洋鳥體重約僅有22至40（49至88磅）.。另外，現存翼展最長的鳥類為漂泊信天翁，翼展平均長約3米（9英尺10英寸），最長可達 3.7米（12英尺2英寸），體重則為6.35至11.91（14.0至26.3磅），平均約為8.5（19磅）。阿根廷鷲也很常與體型同樣巨大的康多兀鷲做比較，現存康多兀鷲翼展最長可達3.3米（10英尺10英寸），平均翼展長度為3.3米（10英尺10英寸），體重最重可達15（33磅），平均約為11.3（25磅）。包含康多兀鷲在內的新大陸鷲類是阿根廷鷲與其他異鷲科物種現存親緣關係最近的演化支。
除了體重外，翅膀的結構與大小也會影響到鳥類的飛行能力與否，就翼面負載方面，鳥類翅膀每平方公尺負載的上限為25（55磅）
。目前已知體重最重但仍能維持飛行能力的重量為21（46磅）（有數種鳥類可達到這樣的體重，例如大鴇以及灰頸鷺鴇）。一頭疣鼻天鵝個體疑似因體重達到23（51磅）而失去了飛行能力。另外，赤頸鶴是現存站起來最高的可飛行鳥類，高度可達1.8米（5英尺11英寸），約與阿根廷鷲相當。
目前已知體型最大的飛行生物並非鳥類，而是生存於白堊紀時期同屬於主龍類的神龍翼龍科。體型較大的神龍翼龍科物種，例如風神翼龍及哈采格翼龍，翼展長度可超過10米（33英尺），甚至有可能超過12米（39英尺）。牠們的體重估計約為200—250（440—550磅），站立於地面時的高度約與大象甚至是長頸鹿相當。
目前普遍接受的阿根廷鷲體型數據為：
- 翼展長度：5.09—6.5米（16英尺8英寸—21英尺4英寸）[4][6]
- 翼展面積：8.11 m2（87.3 sq ft）[5]
- 翼面負載：84.6 N/m2[5] (1.77 lb/ft2)
- 體長：3.5米（11英尺6英寸）[5][8]
- 體高：1.5至1.8米（4英尺11英寸至5英尺11英寸）[8]
- 體重：70至72（154至159磅）[5][4]

## 古生物學

### 生命史
與現存鳥類習性的比較後，科學家推測阿根廷鷲每兩年會於巢穴中產下一至兩顆重量超過1（2.2磅）（較鴕鳥蛋略小）的蛋。由雄性及雌性輪流孵蛋度過冬天，並於幼雛破殼孵化後繼續輪流留巢照顧或出外獵食帶回食物。幼雛會於16個月後獨立，但必須要經過約12年才能達到完全成熟。由於其巨大的體型以及完善的飛行能力，阿根廷鷲幾乎無來自掠食者的威脅，個體主要的死因可能只包含年老以及疾病。

### 飛行能力

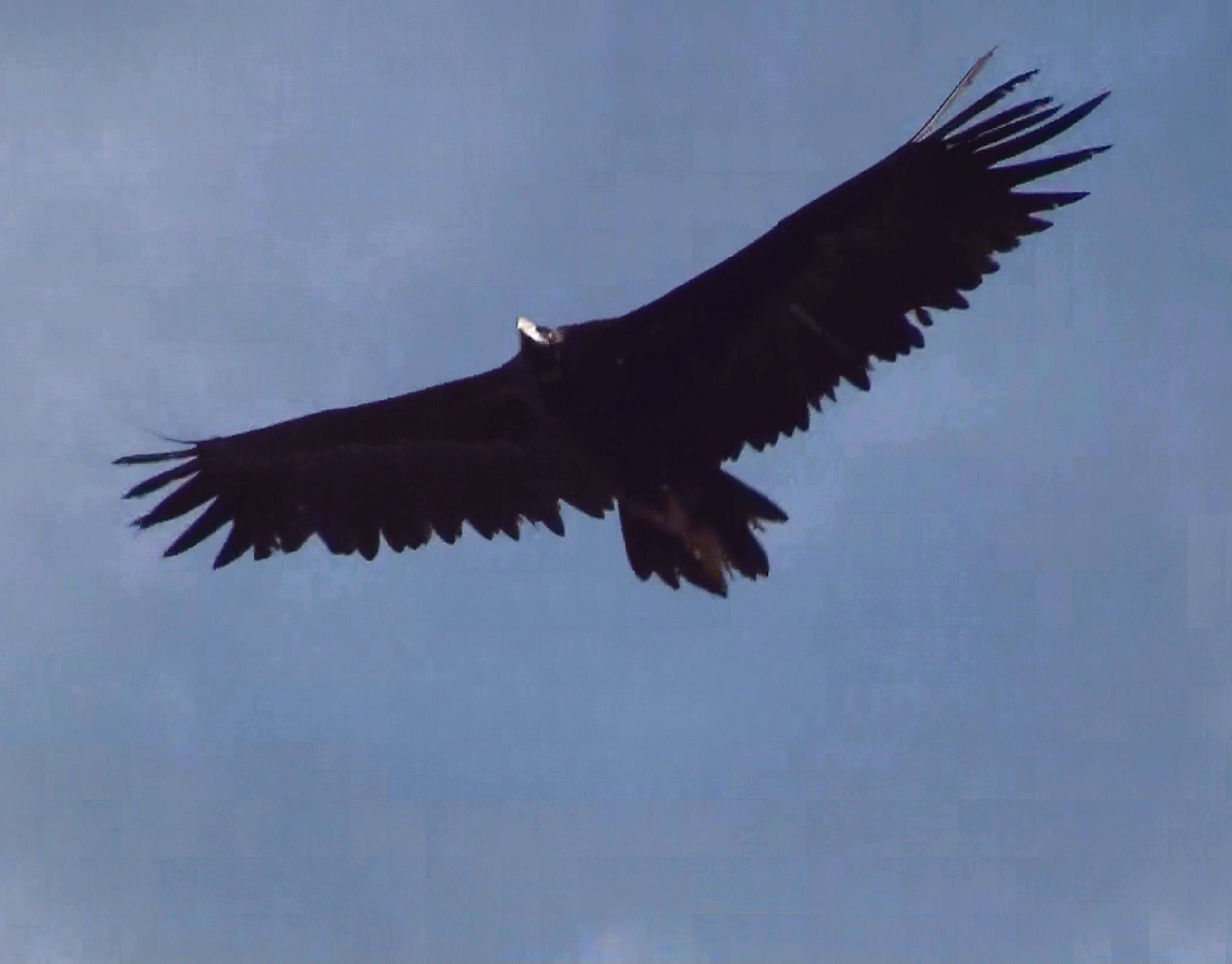
阿根廷鹫估計和上圖的禿鷹一樣利用太陽照射地面所產生的上昇氣流作滑翔飛行

依據阿根廷鷲的體型與翅膀結構來看，牠們主要是透過滑翔的形式飛行，有時也會仰賴上昇氣流，僅會偶爾拍動翅膀。當太陽照射地面或海面，空氣就會受熱而上昇成為上昇氣流。科學家估計牠們的飛行速度最低約為11每秒（36英尺每秒），也就是40每小時（25英里每小時）。阿根廷鷲必須仰賴風來起飛，雖然牠們強壯的腳得以於地面進行奔跑或跳躍，但是阿根廷鷲並無法在地面拍動牠們巨大的翅膀。另外，骨骼結構顯示阿根廷鷲的胸肌並無法讓牠們長時間持續拍動翅膀。也因此，阿根廷鷲可能須仰賴於山坡高處乘著逆風起飛，或是順著山坡滑翔，人類發明的滑翔機同樣是用滑翔飛行。牠們的生活形式可能與現今的康多兀鷲類似，在高空飛行的同時，尋找地面的腐肉。在中新世晚期時候的阿根廷安地斯山脈地區遠較現今溫暖及乾燥，這讓阿根廷鷲更能輕鬆仰賴上昇氣流盤旋於空中。
透過與神鷲比對的研究認為，即使沒有上昇氣流，阿根廷鷲與現今的大型鳥類一樣在任何環境下仍然保有完整的飛行能力，且不必持續拍動翅膀。

### 食性
一頭阿根廷鷲的領地推測可超過500平方（190平方英里），牠們會在自己的領地中，順著當地的風向以南北向的形式飛行尋找食物。阿根廷鷲推測主要以地面上的腐肉為食，甚至有可能是以搶奪後獸下綱袋劍虎科物種狩獵到的獵物為主。在中新世時期，南美洲陸地上體型最大的掠食者為駭鳥，體重可為阿根廷鷲的3倍，牠們可能是唯一有能力與阿根廷鷲競爭食物的物種。和現在神鷲及兀鷲不同的是，包含阿根廷鷲在內的異鷲科物種多半具有長而形似老鷹的嘴喙，這讓部分科學家認為牠們也可能是活躍的掠食者，可能以大型囓齒目、犰狳或是地懶為食，推測一天會需要進食 2.5至5（5.5至11.0磅）的肉類。從牠們的顱骨結構看來，阿根廷鷲傾向於將獵物整個吞下而非撕扯為小塊後才進食，牠們會自高空撲向獵物，透過嘴喙攫起獵物並直接吞下，過程無須著陸。阿根廷鷲也可能會在地面等待捕捉獵物的時機，然而這意味著在合適的風向出現之前牠們都無法再次起飛。

## 流行文化
- 在沙盒動作冒險遊戲《方舟：生存進化》中，玩家可以捕捉並騎乘阿根廷鹫。

## 外部連結
- BBC News: Ancient American bird was glider （页面存档备份，存于） - BBC News article